# Магистр литературы
Маги́стр литерату́ры (англ. Master of Letters, сокращенно M.Litt. или Litt.M.) — академическая степень магистра в области литературы некоторых зарубежных высших учебных заведениях.

## Соединённое королевство
Степень магистра литературы даётся только в некоторых вузах Великобритании, преимущественно в старинных университетах. Обучение студентов на магистра здесь длится один год.
В английских университетах в качестве альтернативы может быть присвоена степень магистра философии. Степень магистра литературы расположена выше всех в иерархии магистерских степеней: магистр искусств, магистр естественных наук, затем магистр философии, и за ней магистр литературы.
В Шотландии обучение студентов на магистра литературы длится один год или два года работы в аспирантуре, заканчивающихся диссертацией. Студенты пишут диссертацию объёмом от 15 000 до 18 000 слов. Аспиранты — объёмом 40 000—70 000 слов. Эту степень можно получить в Сент-Эндрюсском, Абердинском, Стерлингском и Эдинбургском университетах, а также в университетах Глазго и Данди.

## Ирландия
В Ирландии эта магистерская степень присваивается в Ирландском национальном университете. Обучение длится четыре семестра.

## Австралия
Магистром литературы в Австралии можно стать в двух университетах: Central Queensland University (Рокгемптон, Квинсленд) — только  дистанционное образование в течение двух или трёх лет, и в Сиднейском университете — для студентов, уже получивших степень магистра искусств.
Ранее эту степень присваивали: Австралийский национальный университет, Университет Монаша и Университет Новой Англии, но прекратили в настоящее время. Однако в университете Монаша готовят бакалавров литературы.

## США
В США обучение на магистра литературы длится дольше, чем в Европе (два года против одного) и требует, помимо финальной работы, получения необходимого количества кре́дитов. Эту магистерскую степень можно получить в шести учебных заведениях: университете Дрю, Faulkner University (Монтгомери, Алабама), Mary Baldwin University (Стонтон, Виргиния), Sewanee: The University of the South (город Sewanee, Теннесси), Миддлбери-колледже и Oxford Graduate School (Дейтон, Теннесси). 